# Авдур
Авдур (вірм. Ավդուռ, азерб. Avdur) — село у Ходжавендському районі Азербайджану. Село розташоване за 22 км на північний захід від міста Ходжавенд, за 2 км на схід від села Мюрішен, за 2 км на захід від села Хаці та за 3 км на північ від села Кагарці, яке розташоване за 2 км на північ від траси Ханкенді — Ходжавенд.

## Пам'ятки
- В селі розташована церква Сурб Аствацацін 19 століття та цвинтар 18-19 століття.